# Coupe Canada 1981
Navigation
1976 1984
L'édition de la Coupe Canada 1981 est la deuxième du tournoi international de hockey sur glace. Un peu différent de la première édition, après que toutes les équipes se soient affrontées pour décider du classement, les quatre équipes principales jouent les demi-finales. Les deux gagnants, URSS et le Canada, se rencontrent dans la finale où le pays hôte connait un revers 8-1.

## Organisation
La Fédération internationale de hockey sur glace (souvent désignée par le sigle IIHF correspondant à son nom anglais : International Ice Hockey Federation) accepte en juillet 1978 l'organisation d'une deuxième puis d'une troisième Coupe Canada en 1979 et 1982. Malgré cette décision, des tensions éclatent entre les deux organisations principales canadiennes : Hockey Canada d'un côté et l'Association canadienne de hockey amateur de l'autre (également appelée par le sigle ACHA) ; la première accusant la seconde de revenir sur la promesse faite que toutes les compétitions internationales faisant intervenir des joueurs professionnels seraient du ressort de Hockey Canada. Alan Eagleson est le responsable des relations de l'Association des joueurs de la Ligue nationale de hockey au sein de Hockey Canada et il accuse l'ACHA de vouloir saboter la Coupe Canada ; il menace ainsi d'annuler le tournoi si l'ACHA ne négocie pas avec lui.
Le bon déroulement du tournoi est encore plus incertain en janvier 1979 lors que General Motors annule son parrainage ; Eagleson affirme alors que GM se retire en raison d'une disupute avec l'ACHA. Les disputes entre les deux organisations se font de plus en plus importantes, Hockey Canada allant jusqu'à refuser de libérer le moindre joueur professionnel ou même universitaire pour jouer au sein de n'importe quelle équipe nationale du Canada. Finalement, au mois de février 1979, le tournoi est reculé pour être programmé pour le mois de septembre 1980.
En décembre 1979, l'invasion soviétique de l'Afghanistan puis la menace de boycott des Jeux olympiques d'été de 1980 organisés en URSS amènent les organisateurs à penser à décaler une nouvelle fois la date de la Coupe. Eagleson pense, dans un premier temps, que le tournoi doit avoir lieu, et ceci malgré la situation politique internationale mais il se range finalement à l'avis de repousser la Coupe après que le Canada décide de boycotter les Jeux de 1980. Une proposition d'organiser la Coupe en Suède est faite mais Eagleson assure alors que ni les joueurs de la Ligue nationale de hockey ni Hockey Canada ne participerait à une Coupe Canade en Suède.
En janvier 1981, Eagleson et Günther Sabetzki, le président l'IIHF, annoncent alors que le tournoi est une nouvelle fois décalé et qu'il aura lieu en septembre 1981.

## Lieux des parties
| Forum            | Northlands Coliseum | Ottawa Civic Centre | Winnipeg Arena     |
| ---------------- | ------------------- | ------------------- | ------------------ |
| Montréal, Québec | Edmonton, Alberta   | Ottawa, Ontario     | Winnipeg, Manitoba |
|                  |                     |                     | Manquante          |

## Effectifs

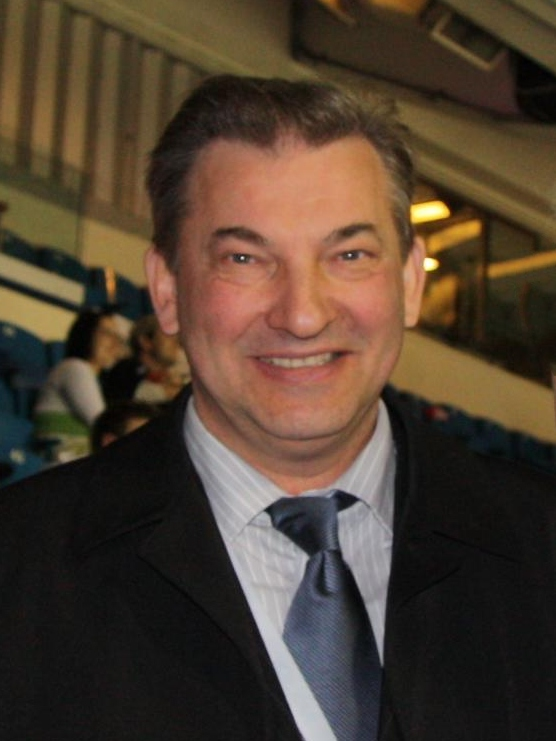
Vladislav Tretiak, gardien de l'équipe d'URSS, finit meilleur gardien et meilleur joueur du tournoi alors que l'équipe remporte la Coupe Canada 1981.

Alors que les membres de l'équipe d'URSS avaient pris la Coupe Canada 1976 de haut, ils envisagent de ne pas refaire la même erreur lors de cette nouvelle édition. Ils gardent également en mémoire la défaite lors des Jeux olympiques contre la jeune équipe universitaire américaine au cours du « Miracle sur glace » de 1980. L'équipe soviétique qui se présente à la Coupe Canada est menée par la « Ligne KLM » : Vladimir Kroutov, Igor Larionov et Sergueï Makarov. En plus de cette ligne d'attaque, les joueurs de l'URSS comptent sur la défense de Viatcheslav Fetissov et d'Alekseï Kassatonov et sur leur gardien numéro depuis plus de dix ans : Vladislav Tretiak. Avec un mélange de vétérans et jeunes joueurs, les Soviétiques font figure de favoris.
Le Canada aligne une équipe beaucoup plus jeune en comparaison de celle de 1976. Ainsi, les trois défenseurs Raymond Bourque, Paul Reinhart et Craig Hartsburg ont moins de 22 ans alors que l'attaque canadienne s'appuie sur la vedette de 20 ans : Wayne Gretzky. Ce dernier est prévu d'être associé à Guy Lafleur et les journalistes attendent avec impatience de voir les deux joueurs ensemble. Quatre joueurs de la sélection sont doubles champions en titre de la Coupe Stanley avec les Islanders de New York de la Ligue nationale de hockey : Mike Bossy, Bryan Trottier, Butch Goring et Clark Gillies.
L'équipe de Suède compte pouvoir contrarier les plans de domination des Canadiens et Soviétiques en s'appuyant sur dix-sept joueurs de la LNH. Ainsi, l'équipe compte dans ses rangs des joueurs comme Kent Nilsson, auteur de 131 points avec les Flames de Calgary, Thomas Steen, Ulf Nilsson ou encore Börje Salming. D'un autre côté, l'équipe de Tchécoslovaquie ne reconduit que cinq joueurs de l'effectif de la Coupe de 1976 ; la Tchécoslovaquie subit en effet de plein fouet les départs de ses meilleurs joueurs pour le Canada : Peter, Marián et Anton Šťastný. Ainsi, l'équipe paraît en reconstruction et n'est pas attendue pour jouer les têtes de série.
La cinquième équipe est celle des Américains qui veulent continuer sur leur lancée depuis les Jeux de 1980. Ainsi, des joueurs comme Mark Howe et Rod Langway font partie de l'équipe olympique et sont attendus pour être les meneurs de l'équipe pour la Coupe Canada. Dans les buts, l'équipe compte sur un ancien joueur canadien, Tony Esposito, qui obtient sa nouvelle nationalité à quelques jours des débuts des camps d'entraînement.
Enfin, comme en 1976, la Finlande reste la sixième et dernière équipe du tournoi ; même si la Fédération de Finlande envoie les meilleurs joueurs du tournoi, la presse s'attend à ce que l'équipe ne passe pas le premier tour même s'ils doivent faire mieux que cinq ans plus tôt.

### Canada
Attaquants et défenseurs : Barry Beck, Raymond Bourque, Mike Bossy, Marcel Dionne, Ron Duguay, Brian Engblom, Clark Gillies, Danny Gare, Bob Gainey, Robert Goring, Wayne Gretzky, Craig Hartsburg, Guy Lafleur, Ken Linseman, Rick Middleton, Gilbert Perreault, Denis Potvin, Paul Reinhart, Larry Robinson, Bryan Trottier

Gardiens : Mike Liut, Billy Smith, Don Edwards

Entraîneurs : Scotty Bowman, Al MacNeil, Red Berenson, Pierre Pagé

### États-Unis
Attaquants et défenseurs : Bill Baker, Neal Broten, Dave Christian, Steve Christoff, Richie Dunn, Mike Eaves, Robbie Ftorek, Tom Gorence, Mark Howe, Mark Johnson, Dave Langevin, Rod Langway, Reed Larson, Rob McClanahan, Bob Miller, Warren Miller, Ken Morrow, Mike O'Connell, Dean Talafous, Tom Younghans

Gardiens : Tony Esposito, Steve Baker

Entraîneurs : Bob Johnson, John Cunniff, Mike Smith

### Finlande
Attaquants et défenseurs : Pekka Arbelius, Matti Hagman, Raimo Hirvonen, Juha Huikari, Kari Jalonen, Arto Javanainen, Veli-Pekka Ketola, Markku Kiimalainen, Jari Kurri, Mikko Leinonen, Tapio Levo, Kari Makkonen, Timo Nummelin, Jukka Porvari, Pekka Rautakallio, Reijo Ruotsalainen, Jorma Sevon, Risto Siltanen, Ilkka Sinisalo, Juha Tuohimaa

Gardiens : Hannu Lassila, Markus Mattsson

Entraîneurs : Kalevi Numminen, Kari Makinen

### Suède
Attaquants et défenseurs : Kent-Erik Andersson, Thomas Eriksson, Jan Erixon, Thomas Gradin, Anders Håkansson, Anders Hedberg, Peter Helander, Ulf Isaksson, Tomas Jonsson, Anders Kallur, Lars Lindgren, Bengt Lundholm, Lars Molin, Kent Nilsson, Ulf Nilsson, Stefan Persson, Jörgen Pettersson, Borje Salming, Thomas Steen, Patrik Sundström, Mats Waltin

Gardiens : Peter Lindmark, Per-Eric Lindbergh

Entraîneurs : Anders Parmström

### Tchécoslovaquie
Attaquants et défenseurs : František Černík, Milan Chalupa, Jiří Dudáček, Miroslav Dvořák, Stanislav Hajdůšek, Miloslav Hořava, Arnold Kadlec, Jindřich Kokrment, Jaroslav Korbela, Norbert Kral, Jiří Lála, Jan Neliba, Milan Nový, Dušan Pašek, Ľubomír Penička, Jaroslav Pouzar, Pavel Richter, Dárius Rusnák, Radoslav Svoboda, Oldřich Válek

Gardiens : Karel Lang, Jiří Králík

Entraîneurs : Luděk Bukač, Stanislav Nevesel

### URSS
Attaquants et défenseurs : Sergueï Babinov, Zinetoula Bilialetdinov, Nikolaï Drozdetski, Viatcheslav Fetissov, Irek Guimaïev, Vladimir Golikov, Sergueï Kapoustine, Alekseï Kassatonov, Andreï Khomoutov, Vladimir Kroutov, Igor Larionov, Sergueï Makarov, Aleksandr Maltsev, Vassili Pervoukhine, Viktor Chalimov, Sergueï Chepelev, Aleksandr Skvortsov, Valeri Vassiliev, Viktor Jlouktov, Vladimir Zoubkov

Gardiens : Vladislav Tretiak, Vladimir Mychkine

Entraîneurs : Viktor Tikhonov, Vladimir Iourzinov

## Déroulement du tournoi

### Premier tour

#### Classement du premier tour
| Clt   | Équipe           | PJ | V | D | N | BP | BC | Diff | Pts |
| ----- | ---------------- | -- | - | - | - | -- | -- | ---- | --- |
| +001, | Canada           | 5  | 4 | 0 | 1 | 32 | 13 | +19  | 9   |
| +002, | Union soviétique | 5  | 3 | 1 | 1 | 20 | 13 | +7   | 7   |
| +003, | Tchécoslovaquie  | 5  | 2 | 1 | 2 | 21 | 13 | +8   | 6   |
| +004, | États-Unis       | 5  | 2 | 2 | 1 | 17 | 19 | −2   | 5   |
| +005, | Suède            | 5  | 1 | 4 | 0 | 13 | 20 | −7   | 2   |
| +006, | Finlande         | 5  | 0 | 4 | 1 | 6  | 31 | −25  | 1   |

- Qualifié pour les demi-finales.

#### Feuilles de matchs du premier tour
| 1er septembre 1981 | États-Unis | 3-1 (2-0, 0-1, 1-0) | Suède | Northlands Coliseum 6 721 spectateurs |

| Feuille de match | Feuille de match                                                                           | Feuille de match | Feuille de match                       | Feuille de match |
| ---------------- | ------------------------------------------------------------------------------------------ | ---------------- | -------------------------------------- | ---------------- |
|                  | Larson (Dunn) – 7 min 22 s Christian (Gorence, Dunn) – 12 min 18 s O'Connell – 44 min 39 s | 1-0 2-0 2-1 3-1  | 25 min 47 s – Gradin (Kallur, Jonsson) |                  |
| Tony Esposito    | Gardiens                                                                                   | Peter Lindmark   |                                        |                  |
| 16 min           | Pénalités                                                                                  | 12 min           |                                        |                  |
| 24               | Tirs                                                                                       | 29               |                                        |                  |

| 1er septembre 1981 | URSS | 1-1 (0-0, 1-1, 0-0) | Tchécoslovaquie | Winnipeg Arena 3 516 spectateurs |

| Feuille de match  | Feuille de match                   | Feuille de match | Feuille de match                      | Feuille de match |
| ----------------- | ---------------------------------- | ---------------- | ------------------------------------- | ---------------- |
|                   | Drozdetski (Maltsev) – 29 min 34 s | 0-1 1-1          | 21 min 57 s – Nový (Richter, Dudáček) |                  |
| Vladislav Tretiak | Gardiens                           | Karel Lang       |                                       |                  |
| 14 min            | Pénalités                          | 12 min           |                                       |                  |
| 18                | Tirs                               | 30               |                                       |                  |

| 1er septembre 1981 | Canada | 9-0 (1-0, 5-0, 3-0) | Finlande | Northlands Coliseum 8 991 spectateurs |

| Feuille de match | Feuille de match | Feuille de match                    | Feuille de match | Feuille de match |
| ---------------- | --- | ----------------------------------- | ---------------- | ---------------- |
|                  | Bossy (Gillies, Trottier) – (SN) 16 min 43 s Gretzky (Lafleur, Perreault) – 21 min 50 s Bourque (Lafleur, Perreault) – 25 min 32 s Gare (Perreault, Gretzky) – 32 min 25 s Bossy (Trottier, Gainey) – 38 min 46 s Gretzky (Lafleur, Perreault) – 39 min 54 s Trottier (Bossy, Gillies) – 40 min 48 s Goring (Potvin) – 43 min 18 s Gillies (Duguay, Trottier) – | 1-0 2-0 3-0 4-0 5-0 6-0 7-0 8-0 9-0 |                  |                  |
| Mike Liut        | Gardiens | Markus Mattsson                     |                  |                  |
| 8 min            | Pénalités | 6 min                               |                  |                  |
| 42               | Tirs | 24                                  |                  |                  |

| 3 septembre 1981 | Finlande | 1-7 (1-2, 0-0, 0-5) | Tchécoslovaquie | Northlands Coliseum 5 103 spectateurs |

| Feuille de match | Feuille de match                | Feuille de match                | Feuille de match | Feuille de match |
| ---------------- | ------------------------------- | ------------------------------- | --- | ---------------- |
|                  | Hagman (Siltanen) – 16 min 49 s | 0-1 0-2 1-2 1-3 1-4 1-5 1-6 1-7 | 10 min 46 s (SN) – Richter 15 min 49 s – Lála (Kokrment) 41 min 35 s – Hořava (Nový, Richter) 47 min 38 s – Kadlec (Hajdusek, Kokrment) 49 min 45 s (SN) – Lála (Kokrment, Kadlec) 53 min 31 s – Rusnák (Chalupa) |                  |
| Hannu Lassila    | Gardiens                        | Karel Lang                      | |                  |
| 10 min           | Pénalités                       | 10 min                          | |                  |
| 17               | Tirs                            | 53                              | |                  |

| 3 septembre 1981 | Suède | 3-6 (0-2, 2-1, 1-3) | URSS | Winnipeg Arena 3 318 spectateurs |

| Feuille de match   | Feuille de match                                                                                        | Feuille de match                    | Feuille de match | Feuille de match |
| ------------------ | --- | ----------------------------------- | --- | ---------------- |
|                    | Håkansson (K. Nilsson) – 22 min 34 s Hedberg (U. Nilsson, Molin) – 36 min 15 s Molin – (IN) 50 min 56 s | 0-1 0-2 1-2 1-3 2-3 2-4 3-4 3-5 3-6 | 9 min 21 s (SN) – Kapoustine (Fetissov) 15 min 7 s (SN) – Makarov (Larionov, Kroutov) 35 min 38 s – Kapoustine (Chalimov, Babinov) 49 min 28 s – Kassatonov (Fetissov) 55 min 28 s – Maltsev (Pervoukhine 57 min 25 s (SN) – Kroutov (Makarov, Kassatonov) |                  |
| Per-Eric Lindbergh | Gardiens                                                                                                | Vladislav Tretiak                   | |                  |
| 18 min             | Pénalités                                                                                               | 14 min                              | |                  |
| 24                 | Tirs | 34                                  | |                  |

| 3 septembre 1981 | États-Unis | 3-8 (1-1, 0-2, 2-5) | Canada | Northlands Coliseum 11 348 spectateurs |

| Feuille de match | Feuille de match                                                                                   | Feuille de match                            | Feuille de match | Feuille de match |
| ---------------- | -------------------------------------------------------------------------------------------------- | ------------------------------------------- | --- | ---------------- |
|                  | Christoff – 5 min 1 s Talafous (Broten) – (SN) 44 min 4 s Johnson (O'Connell, Eaves) – 44 min 53 s | 0-1 1-1 1-2 1-3 2-3 3-3 3-4 3-5 3-6 3-7 3-8 | 3 min 43 s – Perreault (Gretzky, Lafleur) 22 min 26 s – Gretzky (Gare) 27 min 16 s – Dionne (Gare, Potvin) 50 min 55 s (SN) – Bossy (Gretzky, Middleton) 51 min 46 s – Trottier (Gare, Bourque) 53 min 25 s – Gretzky (Lafleur, Perreault) 55 min 15 s – Trottier (Gillies, Bossy) 56 min 40 s – Perreault (Hartsburg, Bourque) |                  |
| Tony Esposito    | Gardiens                                                                                           | Mike Liut                                   | |                  |
| 10 min           | Pénalités                                                                                          | 14 min                                      | |                  |
| 31               | Tirs                                                                                               | 36                                          | |                  |

| 5 septembre 1981 | Suède | 5-0 (1-0, 0-0, 4-0) | Finlande | Winnipeg Arena 3 698 spectateurs |

| Feuille de match | Feuille de match | Feuille de match    | Feuille de match | Feuille de match |
| ---------------- | --- | ------------------- | ---------------- | ---------------- |
|                  | Hedberg (U. Nilsson, Helander) – 3 min 46 s Kallur (Gradin, K. Nilsson) – 46 min 9 s U. Nilsson (Molin, Hedberg) – 48 min 21 s Kallur (Salming, Håkansson) – 50 min 40 s Lundholm (Sundström, Andersson) – 57 min 57 s | 1-0 2-0 3-0 4-0 5-0 |                  |                  |
| Peter Lindmark   | Gardiens | Hannu Lassila       |                  |                  |
| 12 min           | Pénalités | 16 min              |                  |                  |
| 32               | Tirs | 28                  |                  |                  |

| 5 septembre 1981 | URSS | 4-1 (1-0, 2-1, 1-0) | États-Unis | Northlands Coliseum 13 482 spectateurs |

| Feuille de match  | Feuille de match | Feuille de match    | Feuille de match                      | Feuille de match |
| ----------------- | --- | ------------------- | ------------------------------------- | ---------------- |
|                   | Larionov (Fetissov, Kassatonov) – (SN) 15 min 34 s Jlouktov (Fetissov) – 22 min 52 s Kroutov (Makarov, Babinov) – 23 min 55 s Golikov (Drozdetski) – 48 min 7 s | 1-0 1-1 2-1 3-1 4-1 | 21 min 57 s – Broten (Howe, Talafous) |                  |
| Vladislav Tretiak | Gardiens | Tony Esposito       |                                       |                  |
| 10 min            | Pénalités | 8 min               |                                       |                  |
| 33                | Tirs | 25                  |                                       |                  |

| 5 septembre 1981 | Tchécoslovaquie | 4-4 (2-2, 0-1, 2-1) | Canada | Winnipeg Arena 10 392 spectateurs |

| Feuille de match | Feuille de match                                                                                             | Feuille de match                | Feuille de match | Feuille de match |
| ---------------- | --- | ------------------------------- | --- | ---------------- |
|                  | Dudacek (Svoboda) – (SN) 5 min 22 s Kral – 9 min 27 s Kokrment – 47 min 47 s Dudacek (Svoboda) – 55 min 21 s | 1-0 2-0 2-1 2-2 2-3 3-3 3-4 4-4 | 18 min 13 s (IN) – Goring (Potvin, Liut) 19 min 47 s – Bossy (Trottier, Gillies) 23 min 51 s – Dionne (Gare, Middleton) 51 min 18 s – Gainey (Duguay, Goring) |                  |
| Karel Lang       | Gardiens | Mike Liut                       | |                  |
| 14 min           | Pénalités | 10 min                          | |                  |
| 29               | Tirs | 33                              | |                  |

| 7 septembre 1981 | Suède | 3-4 (0-2, 1-1, 2-1) | Canada | Forum de Montréal 11 603 spectateurs |

| Feuille de match | Feuille de match                                                                                         | Feuille de match            | Feuille de match | Feuille de match |
| ---------------- | --- | --------------------------- | --- | ---------------- |
|                  | Hedberg (Lindmark) – 29 min 57 s Hedberg (Salming, Lindgren) – 45 min 50 s Kallur (Gradin) – 49 min 22 s | 0-1 0-2 1-2 1-3 2-3 2-4 3-4 | 3 min 57 s – Potvin (Lafleur, Perreault) 5 min 29 s – Bossy (Bourque) 31 min 51 s – Lafleur (Gretzky, Bourque) 46 min 55 s – Perreault (Lafleur) |                  |
| Peter Lindmark   | Gardiens                                                                                                 | Mike Liut                   | |                  |
| 6 min            | Pénalités                                                                                                | 2 min                       | |                  |
| 16               | Tirs | 33                          | |                  |

| 7 septembre 1981 | URSS | 6-1 (2-0, 1-1, 3-0) | Finlande | Winnipeg Arena 2 412 spectateurs |

| Feuille de match  | Feuille de match | Feuille de match            | Feuille de match                      | Feuille de match |
| ----------------- | --- | --------------------------- | ------------------------------------- | ---------------- |
|                   | Kroutov (Kassatonov, Makarov) – 4 min 39 s Drozdetski (Kasatonov) – 17 min 34 s Makarov (Kroutov) – 32 min 44 s Chalimov (Chepelev, Drozdetski) – (SN) 56 min 7 s Fetissov (Kassatonov, Kroutov) – (SN) 57 min 36 s Jlouktov – (IN) 58 min 23 s | 1-0 2-0 2-1 3-1 4-1 5-1 6-1 | 20 min 24 s – Sinisalo (Hagman, Levo) |                  |
| Vladislav Tretiak | Gardiens | Markus Mattsson             |                                       |                  |
| 20 min            | Pénalités | 14 min                      |                                       |                  |
| 31                | Tirs | 24                          |                                       |                  |

| 7 septembre 1981 | Tchécoslovaquie | 2-6 (1-0, 1-2, 0-4) | États-Unis | Forum de Montréal 10 448 spectateurs |

| Feuille de match                                   | Feuille de match                                                         | Feuille de match                | Feuille de match | Feuille de match |
| -------------------------------------------------- | ------------------------------------------------------------------------ | ------------------------------- | --- | ---------------- |
|                                                    | Kokrment (Lala) – (IN) 13 min 38 s Rusnak (Pasek, Chalupa) – 20 min 35 s | 1-0 2-0 2-1 2-2 2-3 2-4 2-5 2-6 | 25 min 7 s – Eaves (Howe, Langevin) 37 min 16 s – Talafous (Christoff, Broten) 40 min 23 s – Talafous (Langway, Christoff) 40 min 41 s – Eaves, Johnson, Howe) 45 min 1 s (SN) – Dunn (Larson, Eaves) 45 min 20 s – Miller (Eaves, Johnson) |                  |
| Karel Lang (40 min 41 s) Jiri Kralik (19 min 19 s) | Gardiens                                                                 | Tony Esposito                   | |                  |
| 12 min                                             | Pénalités                                                                | 14 min                          | |                  |
| 27                                                 | Tirs                                                                     | 25                              | |                  |

| 9 septembre 1981 | Finlande | 4-4 (1-1, 1-2, 2-1) | États-Unis | Forum de Montréal 9 412 spectateurs |

| Feuille de match | Feuille de match | Feuille de match                | Feuille de match | Feuille de match |
| ---------------- | --- | ------------------------------- | --- | ---------------- |
|                  | Siltanen (Hagman, Hurri) – 16 min 13 s Porvari (Jalonen, Rautakallio) – 30 min 23 s Kiimalainen (Ruotsalainen, Leinonen) – 42 min 19 s Javanainen (Sevon) – 48 min 38 s | 1-0 1-1 1-2 2-2 2-3 2-4 3-4 4-4 | 16 min 52 s – Broten (O'Connell, Christoff) 22 min 39 s – Broten (Talafous, Christoff) 37 min 47 s – Gorence (Miller, Howe) 41 min 41 s – Miller (O'Connell, Christoff) |                  |
| Hannu Lassila    | Gardiens | Steve Baker                     | |                  |
| 4 min            | Pénalités | 6 min                           | |                  |
| 22               | Tirs | 46                              | |                  |

| 9 septembre 1981 | Suède | 1-7 (0-2, 1-3, 0-2) | Tchécoslovaquie | Ottawa Civic Centre 2 988 spectateurs |

| Feuille de match                                              | Feuille de match                         | Feuille de match                | Feuille de match | Feuille de match |
| ------------------------------------------------------------- | ---------------------------------------- | ------------------------------- | --- | ---------------- |
|                                                               | Molin (Hedberg, Sundström) – 28 min 33 s | 0-1 0-2 0-3 0-4 1-4 1-5 1-6 1-7 | 0 min 26 s – Rusnak (Dudacek, Korbella) 19 min 54 s – Dudacek (Dvořák) 26 min 42 s – Pouzar (Dvorak, Pasek) 27 min 37 s (SN) – Dudacek (Nový, Svoboda) 31 min 49 s – Lala (Penicka) 40 min 31 s (2 x SN) – Horava (Kadlec) 45 min 23 s – Rusnak (Pouzar) |                  |
| Peter Lindmark (27 min 37 s) Per-Eric Lindbergh (32 min 23 s) | Gardiens                                 | Karel Lang                      | |                  |
| 10 min                                                        | Pénalités                                | 13 min                          | |                  |
| 33                                                            | Tirs                                     | 29                              | |                  |

| 9 septembre 1981 | Canada | 7-3 (1-0, 1-2, 5-1) | URSS | Forum de Montréal 16 001 spectateurs |

| Feuille de match | Feuille de match | Feuille de match                        | Feuille de match | Feuille de match |
| ---------------- | --- | --------------------------------------- | --- | ---------------- |
|                  | Gretzky (Dionne) – 0 min 58 s Lafleur (Gretzky, Potvin) – (SN) 23 min 49 s Middleton (Linseman, Gare) – 44 min 8 s Dionne (Lafleur, Gretzky) – 46 min 29 s Potvin – 48 min 27 s Bossy (Gillies, Trottier) – 48 min 59 s Goring (Gainey) – 51 min 25 s | 1-0 2-0 2-1 2-2 3-2 4-2 5-2 6-2 7-2 7-3 | 21 min 45 s (SN) – Larionov (Kassatonov, Makarov) 23 min 40 s – Chepelev (Jlouktov, Kapoustine) 58 min 44 s (SN) – Makarov (Fetissov, Kassatonov) |                  |
| Mike Liut        | Gardiens | Vladimir Mychkine                       | |                  |
| 16 min           | Pénalités | 10 min                                  | |                  |
| 33               | Tirs | 23                                      | |                  |

### Phase finale
|  | Demi-finales                 | Demi-finales               |      |   | Finale                       | Finale                       |
|  | Demi-finales                 | Demi-finales               |      |   | Finale                       | Finale                       |
|  |                              |                            |      |   |                              |                              |
|  | 11 septembre 1981 à Ottawa   | 11 septembre 1981 à Ottawa |      |   | 13 septembre 1981 à Montréal | 13 septembre 1981 à Montréal |
|  | 11 septembre 1981 à Ottawa   | 11 septembre 1981 à Ottawa |      |   | 13 septembre 1981 à Montréal | 13 septembre 1981 à Montréal |
|  | URSS                         | 4                          |      |   | 13 septembre 1981 à Montréal | 13 septembre 1981 à Montréal |
|  | URSS                         | 4                          |      |   | 13 septembre 1981 à Montréal | 13 septembre 1981 à Montréal |
|  | Tchécoslovaquie              | 1                          |      |   | 13 septembre 1981 à Montréal | 13 septembre 1981 à Montréal |
|  | Tchécoslovaquie              | 1                          | URSS | 8 |                              |                              |
|  | 11 septembre 1981 à Montréal |                            | URSS | 8 |                              |                              |
|  |                              | Canada                     | 1    |   |                              |                              |
|  | Canada                       | Canada                     | 1    | 4 |                              |                              |
|  | Canada                       |                            |      | 4 |                              |                              |
|  | États-Unis                   | 1                          |      |   |                              |                              |
|  | États-Unis                   | 1                          |      |   |                              |                              |

#### Demi-finales
En tant que meilleure équipe de la première phase, la formation du Canada affronte en demi-finale les quatrièmes et derniers qualifiés pour les demi-finales : les Américains. À l'approche du match, les spécialistes se demandent si le jeu défensif américain pourra prendre les dessus sur le style offensif du Canada. Le début du match tourne à l'avantage du Canada qui ouvre le score au bout de deux minutes de jeu par un but du défenseur Brian Engblom. Cinq minutes plus tard, un tir lointain de Bossy trompe une nouvelle fois Esposito. Bossy inscrit un nouveau but avant la fin du tiers pour permettre aux Canadiens de mener 3-0. Le reste du match est plus tranquille pour les deux équipes malgré un but d'Eaves pour les États-Unis lors de la deuxième période ; le Canada s'impose finalement sur le score de 4-1 avec un dernier but de Dionne.
| 11 septembre 1981 | Tchécoslovaquie | 1-4 (0-3, 0-1, 1-0) | URSS | Ottawa Civic Centre 7 500 spectateurs |

| Feuille de match | Feuille de match            | Feuille de match    | Feuille de match | Feuille de match |
| ---------------- | --------------------------- | ------------------- | --- | ---------------- |
|                  | Lála (Dvořák) - 47 min 39 s | 0-1 0-2 0-3 0-4 1-4 | 8 min 36 s (SN) - Chepelev (Bilialetdinov) 15 min 12 s - Golikov 16 min 41 s - Chalimov (Chepelev) 31 min 9 s (TP) - Chepelev |                  |
| Karel Lang       | Gardiens                    | Vladislav Tretiak   | |                  |
| 10 min           | Pénalités                   | 12 min              | |                  |
| 27               | Tirs                        | 24                  | |                  |

| 11 septembre 1981 | États-Unis | 1-4 (0-3, 1-0, 0-1) | Canada | Forum de Montréal 15 660 spectateurs |

| Feuille de match | Feuille de match                         | Feuille de match    | Feuille de match | Feuille de match |
| ---------------- | ---------------------------------------- | ------------------- | --- | ---------------- |
|                  | Eaves (Johnson, Dunn) - (SN) 39 min 34 s | 0-1 0-2 0-3 0-4 1-4 | 2 min 1 s - Engblom (Gainey, Goring) 7 min 27 s - Bossy (Robinson, Trottier) 17 min 54 s - Bossy (Potvin, Trottier) 52 min 18 s - Dionne (Gretzky, Lafleur) |                  |
| Tony Esposito    | Gardiens                                 | Mike Liut           | |                  |
| 8 min            | Pénalités                                | 14 min              | |                  |
| 17               | Tirs                                     | 23                  | |                  |

#### Finale
Le Canada aborde la finale en ayant l'immense tâche de battre les Soviétiques ; en effet, l'équipe d'URSS a facilement battu la sélection des meilleurs joueurs de la LNH lors du 1979 Challenge Cup. L'entraîneur de l'équipe canadienne, Scotty Bowman, déclare alors que le Canada ne doit perdre sous aucune raison : « We really are favorites in the final. Nobody in this country will tolerate a loss. ». Les joueurs canadiens ont également la volonté de montrer aux Soviétiques que l'URSS n'est pas la meilleure nation du hockey au monde. Avant la finale, l'entraîneur de l'URSS fait également une déclaration : « Today you got to play so well that the entire Canadian population will talk about you afterwards and remember you for a long time.  Play so well that the Canadian fans when they will leave Forum will wait for you when you get on the bus after the game and admire you ».
Lors du match, qui a lieu le 13 septembre, le Canada prend l'avantage en réalisant douze lancers contre seulement quatre pour les Soviétiques  au cours de la première période. Malgré cette domination, les joueurs d'Amérique du Nord ne parviennent pas à tromper Tretiak, la première période se soldant sans qu'aucune équipe n'ait inscrit le moindre but. La deuxième période tourne à l'avantage de l'URSS avec un premier but inscrit par Larionov au bout de cinq minutes de jeu. Gillies permet au Canada de revenir au score trois minutes plus tard mais après trois nouvelles minutes, Chepelev permet aux Soviétiques de reprendre l'avantage. Ce dernier inscrit le troisième but des siens avant la fin du tiers-temps lors d'une supériorité numérique. La troisième période tourne à la démonstration pour l'URSS, Chepelev inscrivant un troisième but pour un coup du chapeau puis Kroutov marque un but en infériorité numérique. Larionov marque un deuxième but puis c'est au tour de Golikov et de Skvortsov de faire de même ; l'URSS s'impose alors sur le score de 8-1.
Le gardien du Canada, Mike Liut, devient le bouc émissaire de son pays ; il connaît alors le pire match de sa carrière,. Malgré tout, Liut ne peut pas être le seul à être blâmé pour la défaite, son équipe ne parvenant à ne tirer vers le but adverse que quatre fois. Tretiak, à l'inverse, est mis en avant en étant élu meilleur joueur du tournoi ainsi que meilleur gardien de la compétition.
| 13 septembre 1981 | URSS | 8-1 (0-0, 3-1, 5-0) | Canada | Forum de Montréal 16 001 spectateurs |

| Feuille de match  | Feuille de match | Feuille de match                    | Feuille de match                       | Feuille de match |
| ----------------- | --- | ----------------------------------- | -------------------------------------- | ---------------- |
|                   | Larionov (Kroutov, Makarov) - 24 min 56 s Chepelev (Fetissov, Kassatonov) - 31 min 15 s Chepelev (Kapoustine, Kassatonov - (SN) 36 min 28 s Chepelev (Makarov) - 41 min 39 s Kroutov - (IN) 44 min 8 s Larionov (Guimaïev, Chalimov) - (SN) 56 min 0 s Golikov (Guimaïev, Shalimov) - 58 min 39 s Skvortsov (Vassiliev) - 59 min 19 s | 1-0 1-1 2-1 3-1 4-1 5-1 6-1 7-1 8-1 | 28 min 2 s - Gillies (Bossy, Trottier) |                  |
| Vladislav Tretiak | Gardiens | Mike Liut                           |                                        |                  |
| 12 min            | Pénalités | 12 min                              |                                        |                  |
| 26                | Tirs | 27                                  |                                        |                  |

## Statistiques

### Meilleurs pointeurs
| Joueur               | Équipe           | PJ | B | A  | Pts | Pun |
| -------------------- | ---------------- | -- | - | -- | --- | --- |
| Wayne Gretzky        | Canada           | 7  | 5 | 7  | 12  | 2   |
| Mike Bossy           | Canada           | 7  | 8 | 3  | 11  | 2   |
| Bryan Trottier       | Canada           | 7  | 3 | 8  | 11  | 6   |
| Guy Lafleur          | Canada           | 7  | 2 | 9  | 11  | 0   |
| Alekseï Kassatonov   | Union soviétique | 7  | 1 | 10 | 11  | 8   |
| Gilbert Perreault    | Canada           | 4  | 3 | 6  | 9   | 0   |
| Sergueï Makarov      | Union soviétique | 7  | 3 | 6  | 9   | 0   |
| Sergueï Chepelev     | Union soviétique | 7  | 6 | 2  | 8   | 4   |
| Vladimir Kroutov     | Union soviétique | 7  | 4 | 4  | 8   | 10  |
| Viatcheslav Fetissov | Union soviétique | 7  | 1 | 7  | 8   | 10  |

### Gardiens
Seules les statistiques du gardien ayant le plus joué pour chaque nation sont présentées dans le tableau ci-dessous.
| Joueur            | Équipe           | PJ | Min | V | D | N | BL | %Arr | Moy  |
| ----------------- | ---------------- | -- | --- | - | - | - | -- | ---- | ---- |
| Vladislav Tretiak | Union soviétique | 6  | 360 | 5 | 0 | 1 | 0  | 94,7 | 1,33 |
| Mike Liut         | Canada           | 6  | 360 | 4 | 1 | 1 | 1  | 86,7 | 3,17 |
| Karel Lang        | Tchécoslovaquie  | 6  | 341 | 2 | 2 | 2 | 0  | 89,4 | 2,35 |
| Tony Esposito     | États-Unis       | 5  | 300 | 2 | 3 | 0 | 0  | 87,2 | 3,80 |
| Peter Lindmark    | Suède            | 4  | 208 | 1 | 2 | 0 | 1  | 88,8 | 3,17 |
| Hannu Lassila     | Finlande         | 3  | 180 | 3 | 2 | 1 | 0  | 87,8 | 5,33 |

## Honneurs individuels
- MVP du tournoi :  Vladislav Tretiak
- Équipe d'étoiles :
  - Gardien de but :  Vladislav Tretiak
  - Défenseurs :  Arnold Kadlec et  Alekseï Kassatonov
  - Attaquants :  Mike Bossy,  Gilbert Perreault et  Sergueï Chepelev